# Абу Кухафа
У́сман Абу́ Куха́фа ибн Ами́р, более известный как Абу-Кухафа (араб. عُثْمَان أَبُو قُحَافَة ٱبْن عَامِر‎; 540, Мекка, Хиджаз — 635, Мекка, Арабский Халифат) — отец первого праведного Халифа и первого сподвижника пророка Мухаммеда Абу Бакра. Событие из жизни Абу Кухафы легло в основу одного из аятов Корана, а так же известного хадиса, в котором пророк Мухаммед велел мусульманам скрывать голову от седины, перекрашивая её в другой цвет.

## Семья
Родился в Мекке в 540 году. Из имеющихся материалов, отцом Абу-Кухафы был Амир ибн Амр, а матерью Кила бинт Ада.
В первом браке был женат на своей племяннице Сальме бинт Сахар (дочери своего брата), которая была известна как Умм аль-Хайр. В 573 году у них родился сын Абу Бакр, ставший первым последователем пророка Мухаммеда из мужчин. Позже у него родились ещё 2 сына — Муатак и Муайтак, умершие в младенчестве.
Второй брак был с женщиной по имени Хинд бинт Нукайд. Причиной развода с первой женой в источниках приводится возраст Хинд бинт Нукайд, которая была моложе. В этом браке у них родились трое дочерей: Умм Фарву, Курайбу и Умм Амир.

## Отношение к религии
Абу Кухафа был язычником, как и большинство арабов того времени, которые также были идолопоклонниками. Несмотря на то, что его единственный сын Абу-Бакр принял ислама, Абу-Кухафа открыто критиковал пророка Мухаммеда. В источниках приводится инцидент и последующая критика Абу-Кухафы в сторону пророка Мухаммеда, но на этот раз Абу Бакр её пресёк, ударив своего отца в грудь, лишив его сознания.
По мнению исламских учёных, в ответ на этот инцидент появился следующий аят Корана:
«Вы не найдёте людей, которые верят в Аллаха и в Последний день, которые любили бы тех, кто противится Аллаху и Его Посланнику, даже если они были их отцами или их сыновьями или их братья или их родственниками...»
Абу-Бакр был известен в источниках как выкупающий рабов, а после освобождающий их. В некоторых материалах приводится совет Абу Кухафы сыну выкупать заключённых из богатых семейств, заручившись их поддержкой и защитой, а не рабов. Абу-Бакр отверг предложение, ответив, что «освобождает бедных ради довольства Бога».
В сентябре 622 года, Абу Бакр эмигрировал в Медину, взяв собой все имеющиеся у него деньги. Узнав, что сын забрал все деньги, Абу Кухафа отправился к семье Абу-Бакра, где раскритиковал его. Он считал, что «сын доставил им много неприятностей». Внучка Абу Кухафа Асма возразила, отметив, что Абу Бакр им оставил достаточно, дабы успокоить деда.
В старости Абу Кухафа почти полностью потерял зрение.

## Принятие ислама
В январе 630 года Абу Кухафа услышал, что армия Мухаммеда направляется в Мекку. Он попросил свою юную дочь отвести его к горе Абу-Кубейс, на месте он попросил рассказать о происходящем. Она сказала ему: «Чёрная масса». Абу Кухафа ответил, что это кавалерия. Его дочь добавила, что видела, как перед ними бегал взад-вперёд мужчина, а он сказал, что это армейский «musaeid» (от араб. مساعد – адъютант‎). Тогда его дочь объявила, что «черная масса распространилась». Абу Кухафа сказал ей, что кавалерия отпущена, поэтому они должны быстро вернуться домой. Однако они встретили армию, прежде чем смогли добраться до своего дома. Никакого насилия над ними не применялось, ибо завоевание Мекки было почти бескровным.
После завоевания Мекки Абу Бакр разыскал своего отца и привёл его в мечеть. Мухаммед приветствовал их словами: «Почему вы не оставили старика в его доме, чтобы я мог прийти к нему туда?» Но Абу Бакр ответил, что этот путь более подходящий. Мухаммед усадил Абу Кухафу и попросил его принять ислам, что тот и сделал. Увидя седые волосы Абу-Кухафы, Мухаммед велел ему покрасить волосы, так как Пророк Мухаммед советовал мусульманам ухаживать за волосами и красить седые волосы, при этом не рекомендуя красить их в черный цвет.

## Смерть
По мнению Джалалуддина ас-Суюти, когда Абу Бакр умер в Медине 634 году, Мекку сотрясло землетрясение. Абу Кухафа спросил: «Что это?» и ему ответили, что его сын умер. Он ответил: «Это ужасное бедствие. Кто возвысился во власти после него?» Узнав, что Умар теперь халиф, он сказал: «Он был его товарищем», подразумевая одобрение. Абу Кухафа передал наследство сына к внуку. Почему сын не получил наследство самостоятельно Аль-Суюти не поясняет.
Абу Кухафа умер через несколько месяцев, в марте 635 года, в возрасте 95 лет.